# Minit
『Minit』（ミニット）は、アメリカのゲームソフト販売会社Devolver Digitalより発売されたアクションアドベンチャーゲーム。開発は、オランダの開発者Kitty Calis、Jan Willem Nijman、フィンランドの作曲家Jukio Kallio、ドイツのイラストレーターDominik Johannの4人を中心に行われた。

## 概要
手にした剣の呪いにより1分後に死ぬ運命を背負ってしまった主人公が、呪いを解く手段を求めて世界を冒険する物語。ゲームの中では1分経過ごとに強制的に拠点に戻され、アイテムの入手や謎解き等により行動範囲を広げていく。作品内のグラフィックは、黎明期のゲームのような黒白2色の簡素なドット絵で表現されている。
本作の開発が始まる前の2012年に行われたゲームジャムにKitty CalisとJan Willem Nijmanが参加した際、二人が気に入っていたアメリカのファンタジーアニメ『アドベンチャー・タイム』のエピソードを1分の冒険として描いたらどうなるかとのコンセプトでゲームを作成し、好評を得た。その数年後、ゲームジャムでの作品を基にし、Jukio KallioとDominik Johannを迎えて本格的な開発が行われることになった。

## システム
フィールドはトップビューで描かれ、フィールドの移動時には『ゼルダの伝説』などのような画面切り替えスクロール方式で表示エリアが切り替わる。
ゲーム内では、メニュー画面表示時を除くほぼ全ての場面で時間が経過し、前述のように1分が経過すると主人公は強制的に拠点に戻される。拠点はフィールド上に複数箇所あり、最後に訪れた場所から再スタートすることになる。なお、1分経過時以外でも、主人公のライフが尽きた際に戻されるほか、任意のタイミングで戻ることもできる。
ゲームのクリア後には難易度の高い「ハードモード」が解禁される。このモードでは制限時間が40秒に短縮されるほか、ライフが1つのみ（一度でもダメージを受けるとミス）で、リーチが短い「こわれた つるぎ」を武器に用いる。また、敵や障害物などの配置が通常モードと一部異なる。

## アイテム
つるぎ / メガソード / こわれた つるぎ
主人公が装備する武器。メガソードは攻撃力が2倍。こわれた つるぎは前述のようにリーチが短い。
コーヒー
飲むとフィールド上のブロックを押せるようになる。
フラッシュライト
暗闇の中で周囲が見えるようになる。
みずかき
水中を移動できる。
とうだいの カギ / ちかしつの カギ
施錠された扉を開けることができる。
ジョウロ
色々な物に水をかけることができる。入手時には武器と置き換えることになり、両方同時には所持できない。
おたすけグローブ
武器をブーメランのように前方に飛ばせるようになる。
こうそくスニーカー
移動速度が上昇する。
ガーデニング グローブ
フィールド上の樹木を取り除くことができる。
ボートよう もくざい
ボートを修理する際の材料として使用する。
かんけいしゃパス
工場の内部に入れるようになる。
ハート
ライフの最大値が1上昇する。ハードモードでは入手しても上昇せず、その場で破棄される。
コイン
こうそくスニーカーを購入する際に一定枚数必要となる。各地の宝箱内などに入っている。

## 評価
- Develop（英語版） Awards 2018 「Gameplay Innovation」ノミネート[18]
- Golden Joystick Awards 2018 「Best Indie Game」ノミネート[19]
- New York Game Awards 2019 「Statue of Liberty Award for Best World」ノミネート[20]
- 22nd Annual D.I.C.E. Awards 「Outstanding Achievement for an Independent Game」ノミネート[21]
- 2019 National Academy of Video Game Trade Reviewers Awards 「Game, Original Family」ノミネート[22]
- Independent Games Festival} Awards 「Seumas McNally Grand Prize」ノミネート[23]
- 2019 G.A.N.G. Awards 「G.A.N.G. / MAGFEST People's Choice Award」ノミネート[24]
- 第15回英国アカデミー賞ゲーム部門（英語版） 「Game Design」ノミネート[24]